# Sinothomisus dawai
Espèce
Sinothomisus dawai est une espèce d'araignées aranéomorphes de la famille des Thomisidae.

## Distribution
Cette espèce est endémique du Tibet en Chine,. Elle se rencontre dans le xian de Mêdog.

## Description
Le mâle holotype mesure 4,21 mm, le mâle paratype 5,17 mm et la femelle paratype 5,59 mm.

## Systématique et taxinomie
Cette espèce a été décrite par Wang, Lu et Zhang en 2024.

## Étymologie
Cette espèce est nommée en l'honneur de M. Dawa.

## Publication originale
- Wang, Mu, Lu, Xu, Bu, Zhang & Zhang, 2024 : « Description of six new crabspider species and first description of the male of Pharta xizang Liu & Yao, 2023 from Medog, Xizang, China (Araneae, Thomisidae). » ZooKeys, vol. 1217, p. 195-213 (texte intégral).